# Rozdrojovice
Rozdrojovice (in tedesco Rosdrojowitz) è un comune della Repubblica Ceca facente parte del distretto di Brno-venkov, in Moravia Meridionale.